# Ichari-Talsperre
Die Ichari-Talsperre befindet sich am Fluss Tons im Himalaya an der Grenze der beiden indischen Bundesstaaten Himachal Pradesh und Uttarakhand.
Die 26 km oberhalb der Mündung des Tons in die Yamuna gelegene Talsperre wurde 1974 fertiggestellt.
Das Absperrbauwerk bildet eine 155 m breite und 59,25 m hohe (Gründungshöhe) Gewichtsstaumauer aus Beton.
Der Gesamtstauraum beträgt 8,93 Mio. m³, davon sind 5,11 Mio. m³ nutzbarer Speicherraum.
Das Wasser wird von der Talsperre zwei hintereinander geschalteten Wasserkraftwerken zugeführt, die im sogenannten „Tandem-Betrieb“ operieren und denselben Ausbaudurchfluss besitzen.

## Chibro-Wasserkraftwerk
Das Wasser wird an der Talsperre über einen 6,2 km langen Zulauftunnel dem Chibro-Wasserkraftwerk zugeführt. 
Das Chibro-Wasserkraftwerk (⊙) befindet sich unter der Erde 17,5 km flussabwärts der Ichari-Talsperre. Es wurde 1975 in Betrieb genommen. Es ist für einen Durchfluss von 200 m³/s ausgelegt und besitzt vier Francis-Turbinen zu je 60 MW. Die Fallhöhe beträgt 110 m. Das Wasser wird zurück in den Fluss geleitet.

## Khodri-Wasserkraftwerk
Das Einlaufbauwerk des Khodri-Wasserkraftwerks (⊙) befindet sich wenige Meter unterhalb des Chibro-Wasserkraftwerks. Über einen Düker und eine 6 km lange Druckrohrleitung wird das Wasser dem Khodri-Wasserkraftwerk (⊙) zugeführt. Dieses befindet sich am rechten Ufer der Yamuna oberhalb der Dakpathar-Staustufe – 2 km unterhalb der Tons-Mündung. Das Kraftwerk wurde 1984 in Betrieb genommen. Es besitzt vier Francis-Turbinen zu je 30 MW. Aufgrund baulicher Umstände beträgt die tatsächliche maximale Stromerzeugung lediglich 83 MW.
Die Fallhöhe liegt bei 57,9 m.